# Регистарске ознаке у Ватикану
Регистарске ознаке у Ватикану су правоугаоне таблице беле позадине са црним или црвеним ознакама. Службена возила користе префикс SCV (од лат.  — „Држава града Ватикана”) након чега следи низ цифара. Папин аутомобил носи регистрацију SCV 1 са црвеним словима, а остали аутомобили у којима папа може бити, такође носе црвена слова. Возила у приватном власништву имају ознаке црне боје са префиксом CV (од лат.  — „Град Ватикан”) и низом бројева.
Међународни регистарски код за Ватикан је V. Када возила напуштају границе Ватикана, као уговорне стране Женевске конвенције о друмском саобраћају, знак разликовања земље регистрације мора бити истакнут на задњем делу возила, црним словима на белој позадини у облику елипсе.